# Björgólfur Thor Björgólfsson

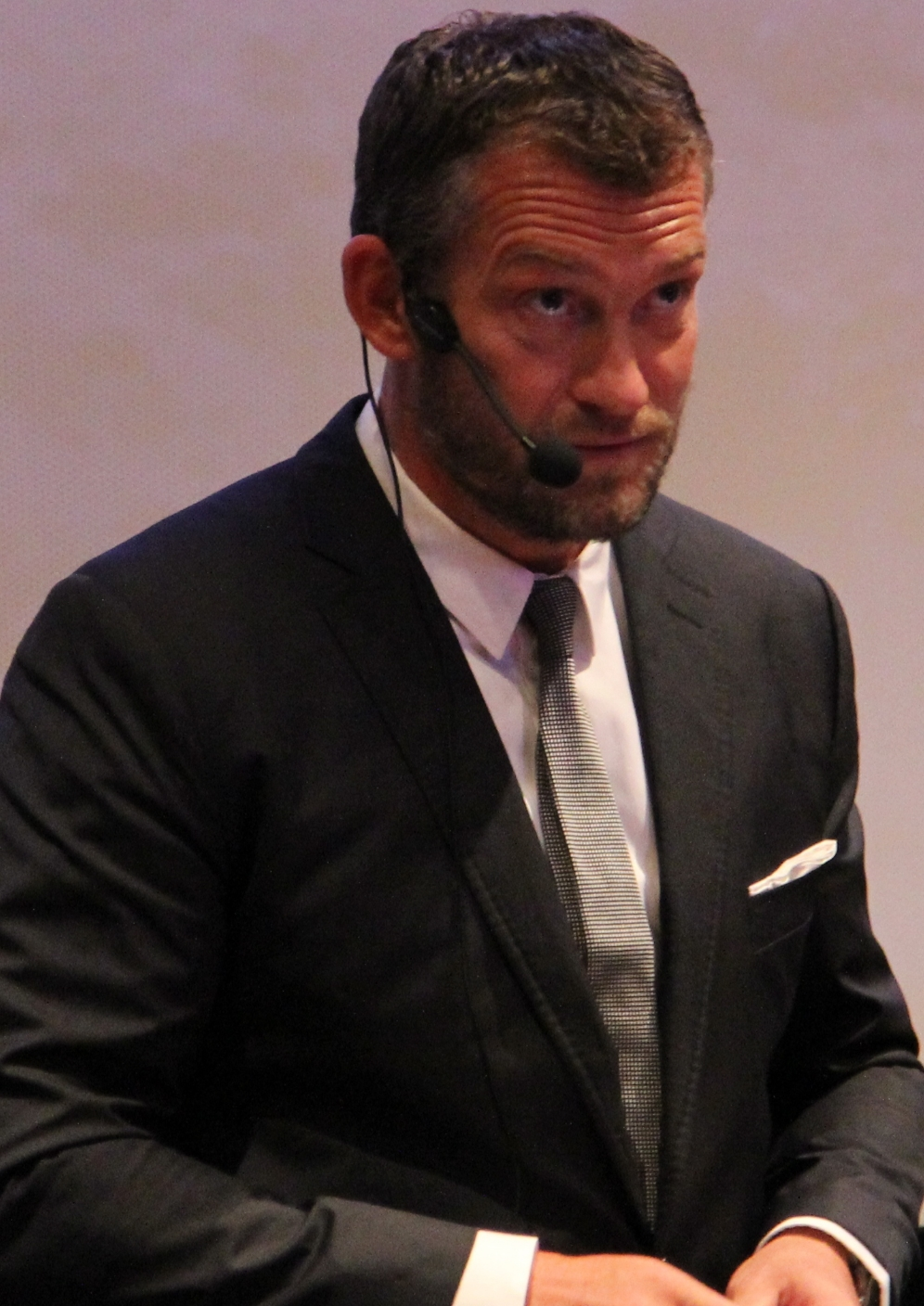
Björgólfur Thor Björgólfsson (2011)

Björgólfur Thor Björgólfsson (* 19. März 1967 in Island) ist isländischer Unternehmer und als einziger Isländer auf der Forbes-Liste der reichsten Personen der Welt gelistet.

## Biografie
Er war zu einem noch zu belegenden Zeitpunkt vor deren Konkurs Mehrheitseigentümer der Bank Landsbanki. Im Dezember 2005 erwarb er mit 630 Mio. Euro 65 Prozent der Anteile am bulgarischen Telekommunikationsunternehmen BTK, wobei er das Vermögen von seinem Vater Björgólfur Guðmundsson ererbt hatte, der zu Beginn der 1980er Jahre von Island nach Sankt Petersburg ausgewandert war und dort mehrere Unternehmen aufgebaut hatte. Den in Familienbesitz stehenden Bierkonzern verkaufte die Familie 2001 an Heineken zu einem Preis von etwa 315 Millionen Euro, wovon er ein Drittel direkt erhielt. Anschließend zog die Familie zurück nach Island und erwarb in weiterer Folge die Anteile an der Landsbanki. Björgólfur hielt weitere Anteile an der Finnair und am Generikahersteller Actavis. Im Jahre 2005 äußerte er sein Kaufinteresse für das Mobilfunkunternehmen Telering in Österreich. Im Zuge der Finanzkrise schrumpfte das Vermögen des Isländers von etwa 3,5 Milliarden US-Dollar im Jahr 2007 auf eine Milliarde Dollar zwei Jahre später. Björgólfur Thor hat in eine Reihe von größeren Unternehmen und kleineren Startups investiert, darunter Play Communications, ein polnisches Telekommunikationsunternehmen, Rebag, ein Marktplatz für Luxus-Handtaschen, und Zwift, eine Online-Plattform für Indoorcycling. Weitere Unternehmen, in die Björgólfur Thor investiert hat, sind Xantis Pharma, Klang und Lockwood Publishing. Als Folge der Finanzkrise von 2007–2010 verlor Björgólfur Thor jedoch fast sein gesamtes Vermögen und stand mit mehr als einer Milliarde US-Dollar Schulden vor dem persönlichen Bankrott. Er arbeitete daraufhin einen Deal mit seinen Gläubigern aus, um seine Schulden zu begleichen und gleichzeitig seine wichtigsten Investitionen zu behalten. 2014 veröffentlichte Björgólfur Thor eine Autobiografie über diese Tortur.

## Leben
Björgólfur Thor ist der Erbe eines langen Familieneigentums in der isländischen Wirtschaft und Politik. Sein Urgroßvater war der in Dänemark geborene isländische Unternehmer Thor Jensen, der im 20. Jahrhundert dazu beitrug, den industriellen Kapitalismus im Land einzuführen. Björgólfur Thor wuchs in dem Reykjavíker Vorort Vesturbær auf. 1991 lernte er die heutige Filmemacherin Kristín Ólafsdóttir kennen und heiratete sie 2010. Sie haben drei gemeinsame Kinder und leben derzeit hauptsächlich in London.

## Karriere
Nach seinem Abschluss an der renommierten isländischen Handelshochschule 1987 folgte Björgólfur Thor seinen Geschwistern und zog in die USA. Er begann ein Hochschulstudium an der University of California, San Diego und wechselte später an die Stern School of Business der New York University, wo er 1991 einen Bachelor in Marketing erwarb. Während des Studiums nahm Björgólfur Thor verschiedene Ferienjobs an, unter anderem als Eventmanager in den beiden größten Clubs von Reykjavík: Tunglið und Skuggabarinn.
1991 ging Björgólfur Thor zusammen mit seinem Vater und einem Freund, Magnús Þorsteinsson, nach Russland. Dort gründeten sie zusammen mit russischen Partnern das Abfüllunternehmen Baltic Bottling Plant, welches sie an Pepsi verkauften. Anschließend gründeten sie ein Brauereiunternehmen, das ursprünglich ООО "Торговый дом „РОСА“ und ab Dezember 1997 Bravo International JSC hieß. Für die Gründung von Bravo waren sechs auf Zypern eingetragene Unternehmen verantwortlich. Björgólfur Thor war Präsident dieser Unternehmen. Die Bravo Brauerei wurde damals zu der am schnellsten wachsenden Brauerei in Russland, vor allem durch die Herstellung des Biers Botchkarov. Im Jahr 2002 kaufte Heineken die Brauerei für 325 Millionen US-Dollar auf.
Im Jahr 2000 eröffnete Island ein Honorarkonsulat in St. Petersburg. Björgólfur wurde zum Konsul und Magnús Þorsteinsson zum Vizekonsul ernannt. Die Eröffnungszeremonie fand am 10. März 2000 statt. Er hat die Position am 16. Mai 2006 verlassen. In seinem Buch Milliarden bis zur Pleite und zurück berichtet Björgólfur Thor über seine Zeit in Sankt Petersburg. Nachdem er Russland verlassen hatte, begann Björgólfur Thor im Jahr 2002 in mehrere isländische Unternehmen zu investieren.
Björgólfur Thor erwarb Ende 2002 für 140 Millionen US-Dollar eine beherrschende Beteiligung von 45 % an der zweitgrößten isländischen Bank Landsbanki über seine Holdinggesellschaft Samson. Björgólfur Thor war auch Haupteigentümer und Aufsichtsratsvorsitzender der Straumur Investment Bank.
Björgólfur Thor leitet das von ihm gegründete Private-Equity-Unternehmen Novator Partners LLP mit Sitz in London und Büros in Luxemburg. Novator Partners LLP investiert in Unternehmen aus den Bereichen Telekommunikation, generische Arzneimittel, Informationstechnologie, natürliche Ressourcen und Finanzdienstleistungen.
2018 war Thor mit 25 Millionen US-Dollar einer der Hauptinvestoren in den Finanzierungsrunden von Atai Life, einer Investmentfirma im Gesundheitswesen, die Studien über halluzinogene Pilze zur Behandlung von Depressionen unterstützt.